# جون س. بروكس
جون س. بروكس (بالإنجليزية: John C. Brooks)‏ هو محامي أمريكي، ولد في 1937.